# Tarusa

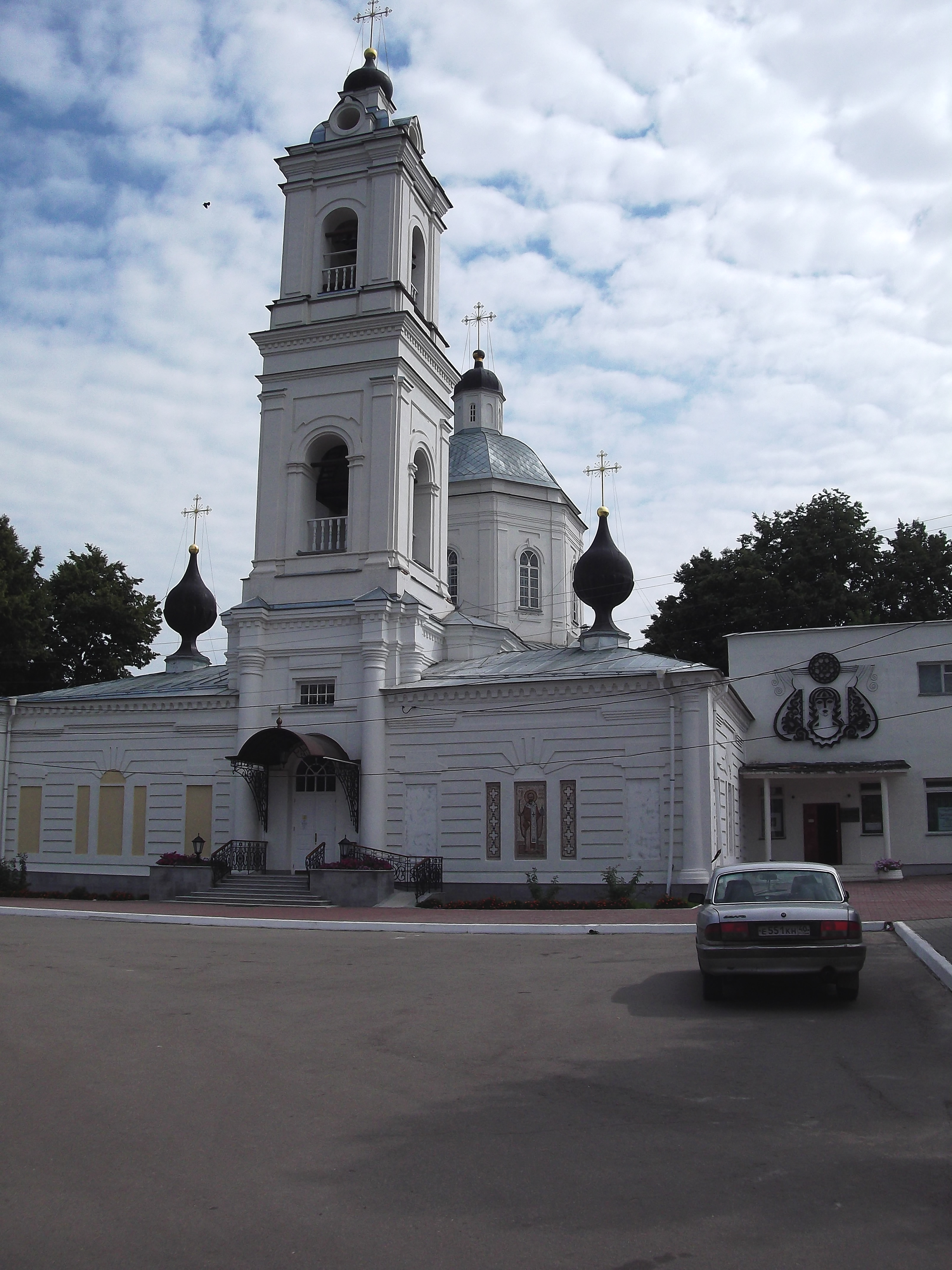
Catedrala Ortodoxă Tarusa

Tarusa (în rusă Таруса) este un oraș din Regiunea Kaluga, Federația Rusă și are o populație de 31.286 locuitori. Orașul Tarusa este centrul este un centru raional în Regiunii Kaluga. 

## Etimologia numelui
Numele provine de la râul Tarusa, un afluent al râului Oka. . 

## Istorie
Se știe că Tarusa a existat încă din 1246. 
În secolul al XVI-lea, a fost fortificată cu metereze și tranșee în apărare împotriva tătarilor din Crimeea și a Hoardei Nogai. 
În secolul al XVIII-lea, Ecaterina a II-a a reconstruit Tarusa conform unui plan general, cu o imensă piață Sobornaya în centru și o frumoasă biserică (Sobor). Din centru, toate străzile din Tarusa se terminau într-un mod regulat. Grandiosul plan al orașului, proiectat de Ecaterina cea Mare, este încă păstrat și vizibil. 
La începutul secolului XX, Tarusa a devenit reședința familiei lui Ivan Țvetaev - fondatorul Muzeului de Arte Frumoase Pușkin din Moscova, și a fiicei sale, Marina Țvetaeva - o poetă celebră cu soartă tragică. Celebrul pictor rus Viktor Borisov-Musatov a locuit și a pictat frecvent în Tarusa și a fost înmormântat acolo. Tarusa a primit porecla de „Barbison rusesc de pe râul Oka” și a devenit un loc popular pentru mulți pictori, inclusiv Mihail Vrubel, Konstantin Korovin, Valentin Serov, Nikolai Krimov, Lev Lagorio și Vasily Polenov. . 
Puterea sovietică în Tarusa a fost instaurată pe 27 decembrie 1917. În anii următori, toate bisericile orașului au fost închise și un monument dedicat lui Iosif Stalin a fost ridicat în piața centrală. În timpul celui de-al Doilea Război Mondial, trupele germane s-au apropiat de Tarusa și au cucerit-o în drum spre Moscova. Orașul a fost ocupat de germani între 24 octombrie și 19 decembrie 1941. După aceea, orașul a fost recucerit de Armata Roșie, care a traversat râul Oka iarna sub focul german și a atacat fortărețele germane de pe malul superior al râului Oka. Resturi ale fortificațiilor orașului și ale zidului orașului pot fi văzute și astăzi în parcul comunitar de lângă Catedrala Petru și Pavel.

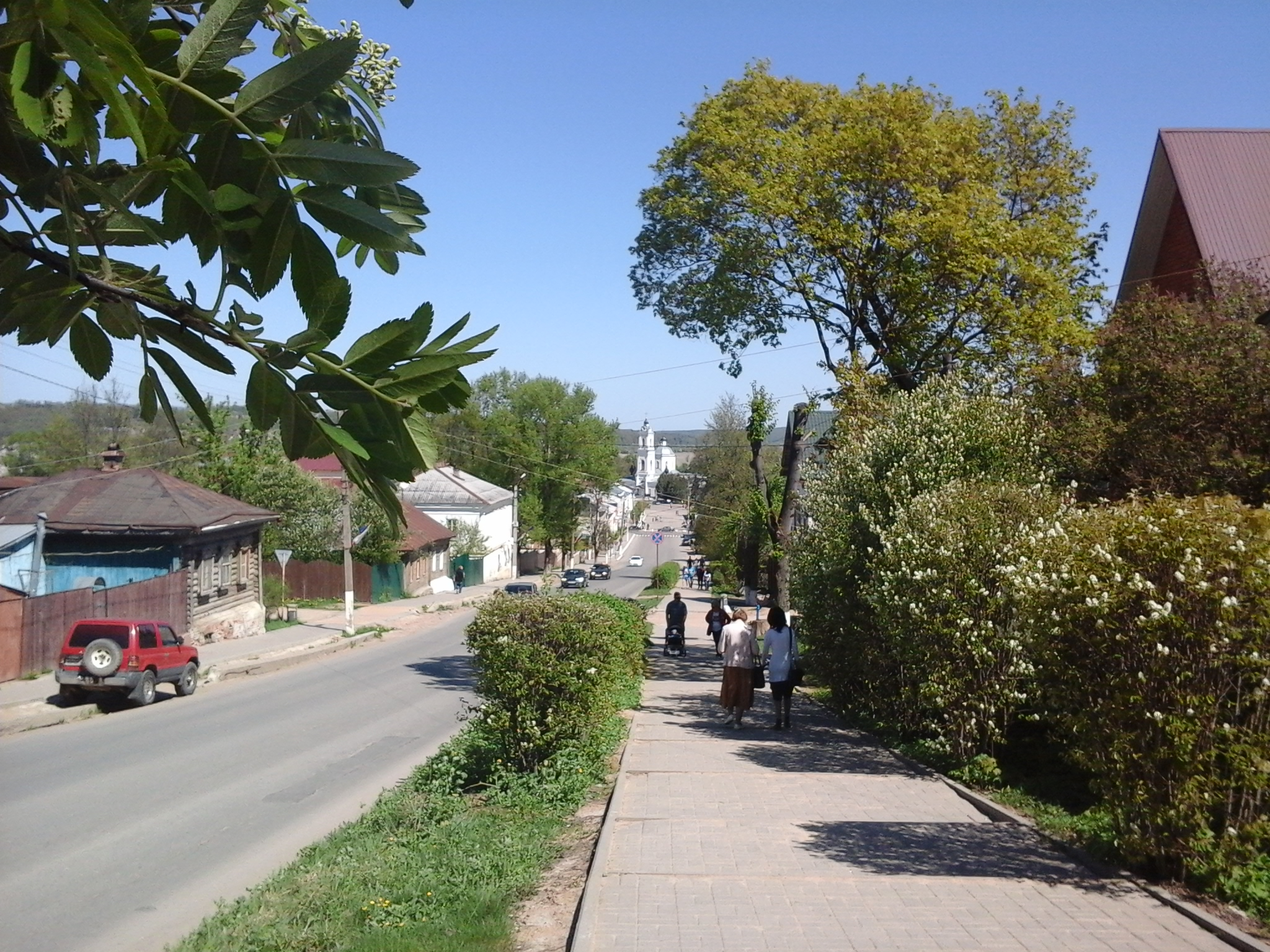
Lenin st. in Tarusa